# АЗАЛ Арена
АЗАЛ Арена — футбольний стадіон у селищі Шувелан міста Баку, Азербайджан. Це був домашній стадіон ФК «Шувалан». Стадіон вміщує 3500 місць і був відкритий у 2011 році.

## Історія
10 квітня 2011 року на «АЗАЛ Арені» відбулася перша гра між ПФК «АЗАЛ» і ФК «Баку» (1:0). Перший гол на стадіоні забив білоруський нападник Геннадій Близнюк.
17 лютого 2011 року УЄФА затвердив цей стадіон для проведення міжнародних футбольних матчів і присвоїв йому 2 категорію.
У найближчі роки клуб планує побудувати ще одну трибуну і збільшити місткість до 6000 глядачів.

## Події
Стадіон використовувався як тренувальний майданчик під час чемпіонату світу з футболу серед жінок до 17 років 2012 року.